# Milunići
Milunići (cyr. Милунићи) – wieś w Czarnogórze, w gminie Pljevlja. W 2011 roku liczyła 98 mieszkańców.